# Црква Нигерије
Црква Нигерије је англиканска црква у Нигерији. То је друга по величини помесна црква у англиканској заједници, мерено крштеним чланством (али не и присуством богослужењима), после Цркве Енглеске. Тренутно чланство има „преко 18 милиона“, од укупног нигеријског становништва од 190 милиона. 
Од 2002. године Црква Нигерије је организована у 14 црквених провинција. Брзо је повећала број својих дијацеза и бискупа са 91 у 2002. години на 161 у јануару 2013. Административно седиште се налази у Абуџи. Њен примас је надбискуп Хенри Ндукуба.

## Историја
Хришћанство је у Нигерију дошло у 15. веку преко монаха августинаца и капуцина из Португалије. Прву мисију Цркве Енглеске је, међутим, 1842. године у Бадагрију успоставио Хенри Таунсенд. Семјуел Ајаји Кроутер, етнички Јоруба и бивши роб, је 1864. године изабран за бискупа Нигера и за првог црног бискупа англиканске заједнице. Лагос је 1919. године постао сопствена епархија.
Лесли Гордон Вининг постао је бискуп Лагоса 1940. године, а 1951. први надбискуп новостворене провинције Западне Африке. Вининг је био последњи епископ Лагоса европског порекла.
Дана 24. фебруара 1979, шеснаест нигеријских дијецеза спојено је у Цркви Нигерије, новооснованој провинцији англиканске заједнице, са Тимоти О. Олуфосојеом, тадашњим бискупом Ибадана, који је постао њен први надбискуп, примас и митрополит. Између 1980. и 1988, створено је осам додатних дијацеза. Године 1986. наследио га је Ј. Абиодун Адетилоје који је постао други примас и митрополит Нигерије, а ту функцију је обављао до 1999. године.
На подручју нове престонице Нигерије је 1989. године створена је дијацеза Абуџа, чији је први бискуп био Питер Акинола. 
Деведесете су биле деценија евангелизације за Цркву Нигерије, почев од посвећења мисионарских бискупа за мисионарске дијацезе Мина, Кафанчан, Кацина, Сокото, Макурди, Јола, Маидугури, Баучи, Егбадо и Ифе. Између 1993. и 1996. примас је основао девет дијацеза; Оке-Осун, Сабонгида-Ора, Северни Окигве, Јужни Окигве, Икале-Илаје, Каба, Нневи, Егбу и Нигер Делта Север. У децембру 1996. на северу је додато још пет мисионарских бискупија - Кеби, Дуце, Даматуру, Јалинго и Отуркбо - и изабрани њихови први бискупи. 1997. и 1998. основане су још четири дијацезе: Вусаса, Абакалики, Угхели и Северни Ибадан. Црква Нигерије је 1999. године додала 13 нових дијацеза; четири у јулу (Река Оји, Идеато, Јужни Ибадан и Офа), осам у новембру (Западни Лагос, Западни Екити, Гусау, Гомбе, Нигер Делта Запад, Гвагвалада, Лафиа и Бида) и Олех у децембру. Тако је у року од 10 година основано 27 нових редовних и 15 мисионарских дијацеза. Надбискуп Кентерберија прогласио је Цркву Нигерије најбрже растућом црквом у англиканској заједници.

Црква Нигерије је 1997. године подељена на три црквене провинције (види доле). Надбискуп Питер Акинола је 2000. године наследио надбискупа Адетилоја као примас Цркве Нигерије. Једна од његових првих акција као примаса била је окупљање 400 бискупа, свештеника, лаичких чланова и чланова Савеза мајки како би развили визију Цркве Нигерије под председавањем Ернеста Шонекана, бившег председника Нигерије. Разрађена визија била је:
Црква Нигерије (англиканска заједница) биће: на Библији заснована, духовно динамична, уједињена, дисциплинована, самопомоћна, посвећена прагматичној евангелизацији, социјалној заштити и Црква која представља истинску Христову љубав. 
Програм акције обухватао је, између осталих, додатне преводе литургије, успостављање лаичког тима за прикупљање средстава, успостављање правне подршке за осигурање слободе вероисповести и богослужења, оснивање богословских колеџа и универзитета, приступ интернету за све дијацезе, обуку јеванђелиста, свештеника и њихових супруга, програме социјалне заштите, болнице, средње школе, курсеве писмености и успостављање кућне радиности. 
Као један од циљева визије цркве Нигерије, 2005. године Универзитет Ајаји Кроутер у Оју у власништву цркве добио је дозволу за рад као приватни универзитет у Нигерији 7. јануара 2005.

## Устројство
Као резултат брзог ширења, 1997. године Црква Нигерије је подељена на три унутрашње црквене провинције:
- Провинција 1, коју чине западне дијацезе, на чијем је челу био надбискуп Џозеф Абиодун Адетилоје, који је и даље остао примас целе Нигерије и митрополитански надбискуп.
- Провинција 2, коју чине источне дијацезе, на чијем је челу Бенџамин Нванкити, бискуп Оверија као митрополитански надбискуп.
- Провинција 3, коју чине северне дијацезе, на челу са Петром Акинолом, епископом Абуџе, као митрополитанским надбискупом.[5]

Црква Нигерије је 2002. године поново реорганизована, овог пута у 10 црквених провинција.
Нагло ширење је настављено, а од 2012. године постоји 14 надбискупа, на челу 14 црквених провинција, са укупно 161 дијацезом.

## Примас
Сваки од четрнаест надбискупа има митрополитску власт у својим провинцијама. Један од њих је уз то примас и носи титулу „примас целе Нигерије“. Примаси Цркве Нигерије били су:
| Име                     | Године    |
| ----------------------- | --------- |
| Тимоти О. Олуфосоје     | 1979–1986 |
| Џозеф Абиодун Адетилоје | 1986–1999 |
| Питер Акинола           | 2000–2010 |
| Николас Окох            | 2010–2020 |
| Хенри Ндукуба           | 2020-     |

## Англиканско престројавање
Црква Нигерије се континуирано противила либералним склоностима Епископалне цркве у Сједињеним Државама и Англиканске цркве Канаде, које си довеле до прихватања нецелибатске хомосексуалности и нецелибата хомосексуалног свештенства. Бивши примас, Питер Акинола, постао је истакнут као вођа конзервативаца у оквиру англиканске заједнице. После хиротоније геј мушкарца, Џина Робинсона, за бискупа дијецезе Њу Хемпшир, у Сједињеним Државама, запретио је да је то мера која може раздвојити англиканску заједницу. Као први корак, црква се 21. новембра 2003. изјаснила да је у „поремећеном заједништву“ са Епископалном црквом САД. У септембру 2005. године Црква Нигерије преформулисала је свој устав како би редефинисала, са своје тачке гледишта, англиканску заједницу, која више није „провинције у заједници са Кентерберијском столицом“, већ са „свим англиканским црквама, дијацезама и провинцијама које држе и одржавају историјску веру, доктрину, сакрамент и дисциплину једне Свете, Католичке и Апостолске Цркве“. Такође 2005. године, надбискуп Акинола критиковао Енглеску цркву јер је дозвољавала свештенство у истополним цивилним партнерствима рекавши да „[она] предлаже истополне бракове у свему, осим у имену и да је предлог да се из хомосексуалног свештенства које се региструје за грађанску унију извуче обећање да ће се уздржати од сексуалних односа „потпуно неизводљиво“ и „позива на обману и подсмех“.
Црква је 12. новембра 2005. године склопила „Конкордатски савез“ са Реформисаном епископалном црквом и Англиканском провинцијом Америке, две конзервативне групе англиканског порекла, али изван англиканске заједнице, које не признају Епископалну цркву САД. У октобру и децембру 2006. године, неколико епископалних цркава у Вирџинији изјаснило се да нису у заједници са Епископалном црквом САД због свог противљења њеном ставу о хомосексуалности и придружиле су се Цркви Нигерије путем Сазива англиканаца у Северној Америци, мисије коју је првобитно започела Црква Нигерије да подржи нигеријске англиканце у Сједињеним Државама. Сада се углавном састоје од ненигеријских, теолошки конзервативних америчких англиканаца, и у почетку су били под надзором двојице бискупа, Мартина Минса и бискупа суфрагана Дејвида Бене, који су истовремено и бискупи Цркве Нигерије. Црква Нигерије је тренутно у пуној заједници са Англиканском црквом у Северној Америци, основаном у јуну 2009. године, чији је ЦАНА придружена јурисдикција, покренута као конзервативна алтернатива либералним тенденцијама Епископалне цркве у Сједињеним Државама и Англиканска црква Канаде.
Црква Нигерије је послала делегацију од 470 чланова, предвођену надбискупом Николасом Окохом, укључујући неколико надбискупа и епископа, на GAFCON II (Global Anglican Future Conference, конференцију конзервативних англиканаца) која се одржала од 21. до 26. октобра 2013. године у Најробију у Кенији.
Цркву Нигерије је на GAFCON III, одржаном у Јерусалиму, 17. и 22. јуна 2018. године, представљала делегација од 472 члана, највећа из било које англиканске провинције.

## Рукополагање жена
Црква Нигерије не признаје рукополагање жена у свештенство или епископат. Тадашњи надбискуп Николас Око је 2010. године дозволио рукополагање жена у ђаконат уз нека ограничења.

## Екуменски односи
У октобру 2009. године, руководство Цркве Нигерије реаговало је на ватиканско предложено стварање личних ординаријата за незадовољне традиционалистичке англиканце рекавши да, иако поздравља екуменски дијалог и дели моралну теологију са Римокатоличком црквом, тренутне структуре GAFCON-а већ задовољавају духовне и пасторалне потребе конзервативних англиканаца у Африци.